# City of New Orleans (Zug)

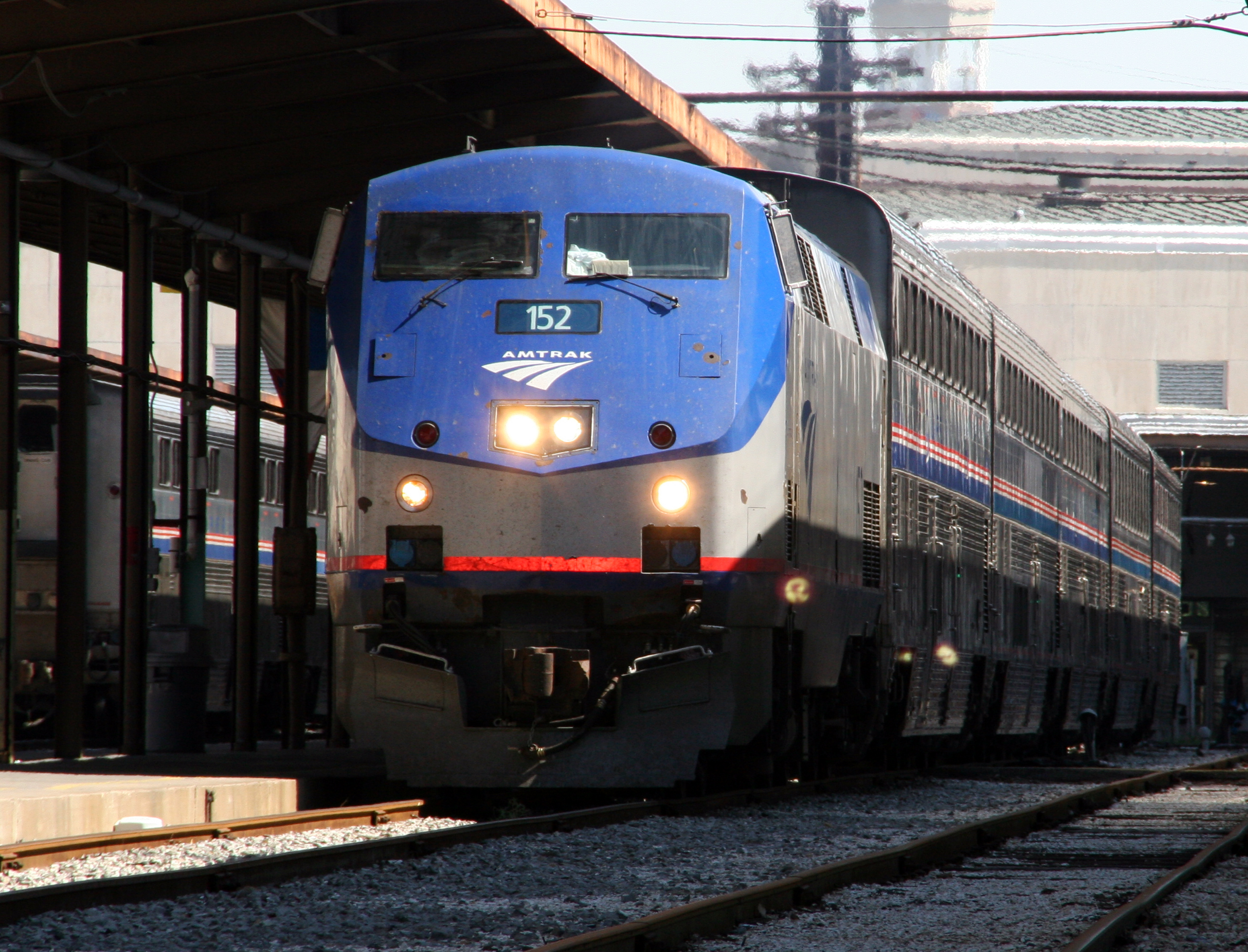
Der City of New Orleans in New Orleans (2005)

City of New Orleans ist der Name eines täglich verkehrenden Fern-Personenzuges, den die US-amerikanische Bahngesellschaft Amtrak auf einer 1490 Kilometer langen Route zwischen Chicago in Illinois und New Orleans in Louisiana betreibt. Seit der Inbetriebnahme 1947 bis zur Gründung Amtraks im Jahr 1971 wurde der Zug von der Illinois Central Railroad auf der gleichen Strecke betrieben. Die Fahrzeit liegt bei 19,5 Stunden. Bekannt wurde der Zug vor allem durch den gleichnamigen Folksong von 1972, der dem Zug gewidmet ist.
Von 1971 bis 1981 fuhr der City of New Orleans gar nicht, danach löste er auf der Strecke den Panama Limited ab, den Amtrak 1981 einstellte. Im Zug befinden sich doppelstöckige Superliner-Wagen, Schlafwagen, ein Speise- und ein Panoramawagen. Um den Bezug zur Stadt New Orleans zu würdigen, bietet der Speisewagen Cajun-Küche an, und gelegentlich spielt eine Jazz-Band im Zug.

## Geschichte

### 1947 bis 1971

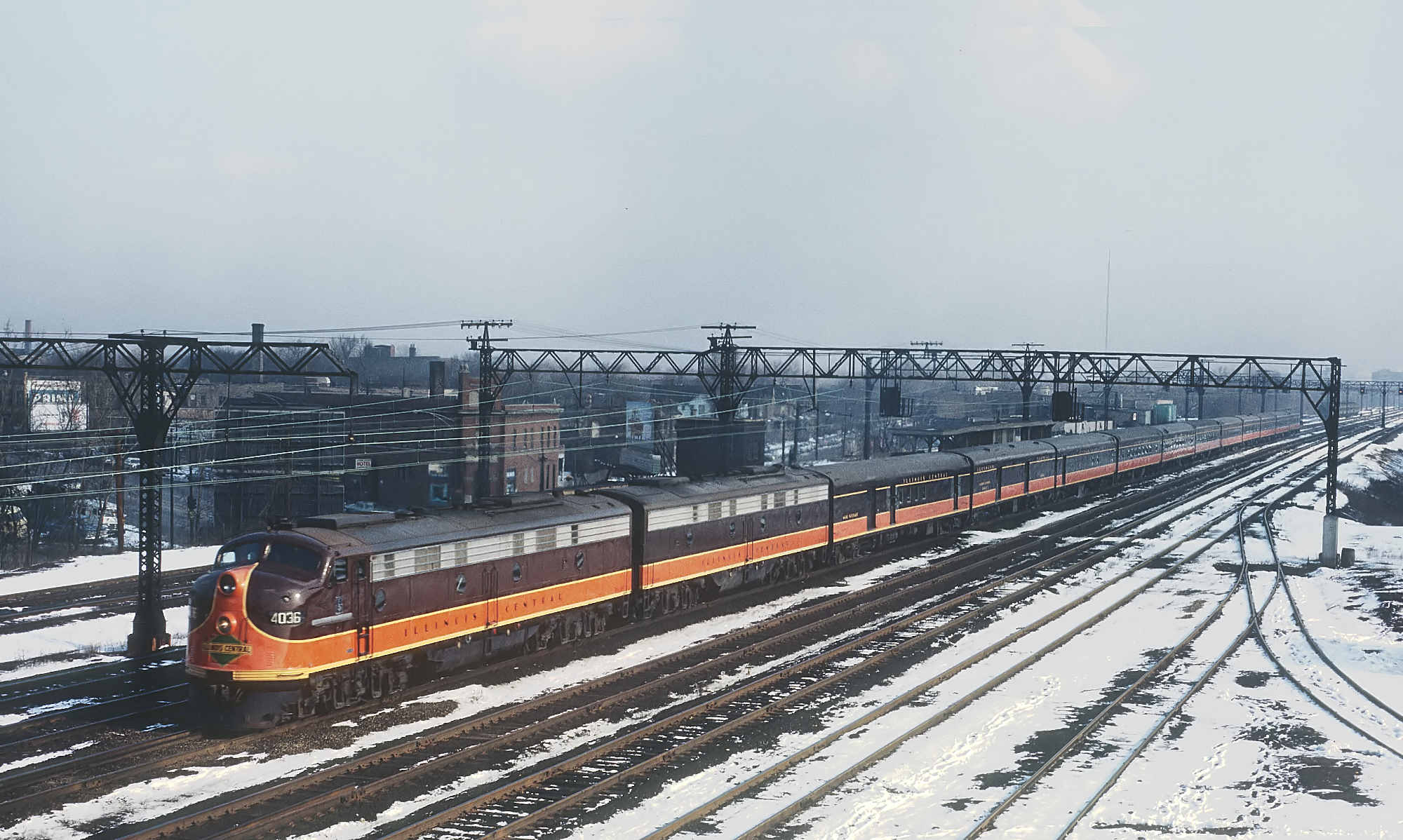
Der City of New Orleans in Chicago – Zuglokomotiven sind eine EMD E9A und eine führerstandslose B-Einheit der Illinois Central Railroad (1964)

Der City of New Orleans wurde als am Tag verkehrendes Gegenstück zum nächtlichen Pullman-Zug Panama Limited ins Leben gerufen, der auf der Fernverkehrshauptstrecke New Orleans – Chicago verkehrte. Der Panama Limited war der Vorzeigezug von Illinois Central und sollte vor allem Reisende mit Geld und Stil anlocken. Nach dem Erfolg des Panama Limited vor allem bei vermögenden Amerikanern sollte der City of New Orleans ein „Streamliner für das Volk“ werden. Der Zug war damit Nachfolger des dampfgetriebenen Creole. Während der City of New Orleans 1947 für die Strecke mit Chicago – New Orleans mit 25 Zwischenhalten 16 Stunden benötigte, hatte der Creole für dieselbe Strecke etwas mehr als 24 Stunden gebraucht. Der Creole lag im Komfort weit hinter dem City of New Orleans zurück.
Wie der Panama Limited auch, war der gesamte Zug im auffallenden Braun-Gelb/Orange von Illinois Central gehalten. Im Vergleich zum Creole waren die Wagen und Lokomotiven deutlich leichter, die Dampf- wurde durch eine Diesellok der Reihe E7 ersetzt. Neben in Burnside umgebauten Schwergewichtswaggons, die vom Creole übernommen wurden, zog der City of New Orleans auch neue Wagen nach dem Pullman-Standard. Insgesamt orderte Illinois Central 28 Waggons für zwei Züge, und Zweiglinien nach St. Louis und Louisville. Der erste Zug fuhr am 27. April 1947.
Die Verbindung am Tag war erheblich billiger als der Panama Limited, weshalb der Zug bald zu einem wichtigen Bestandteil der Great Migration der Afroamerikaner aus dem Süden der USA in den Norden wurde. Während der Panama Limited vor allem von Geschäftsreisenden aus New Orleans und Chicago genutzt worden war, kamen die Passagiere des City of New Orleans aus den ländlichen Gegenden, in denen der Zug Zwischenhalte hatte. 1960 fügte Illinois Central weitere Passagierwagen hinzu, 1967 ergänzte sie das Angebot um einen Aussichtswagen mit Panoramadach. Gleichzeitig sorgte jedoch ein sich stetig verschlechternder Zustand der Gleisanlagen dafür, dass der Zug seine 16-Stunden-Reisezeit nicht mehr einhalten konnte.

### Ab 1971

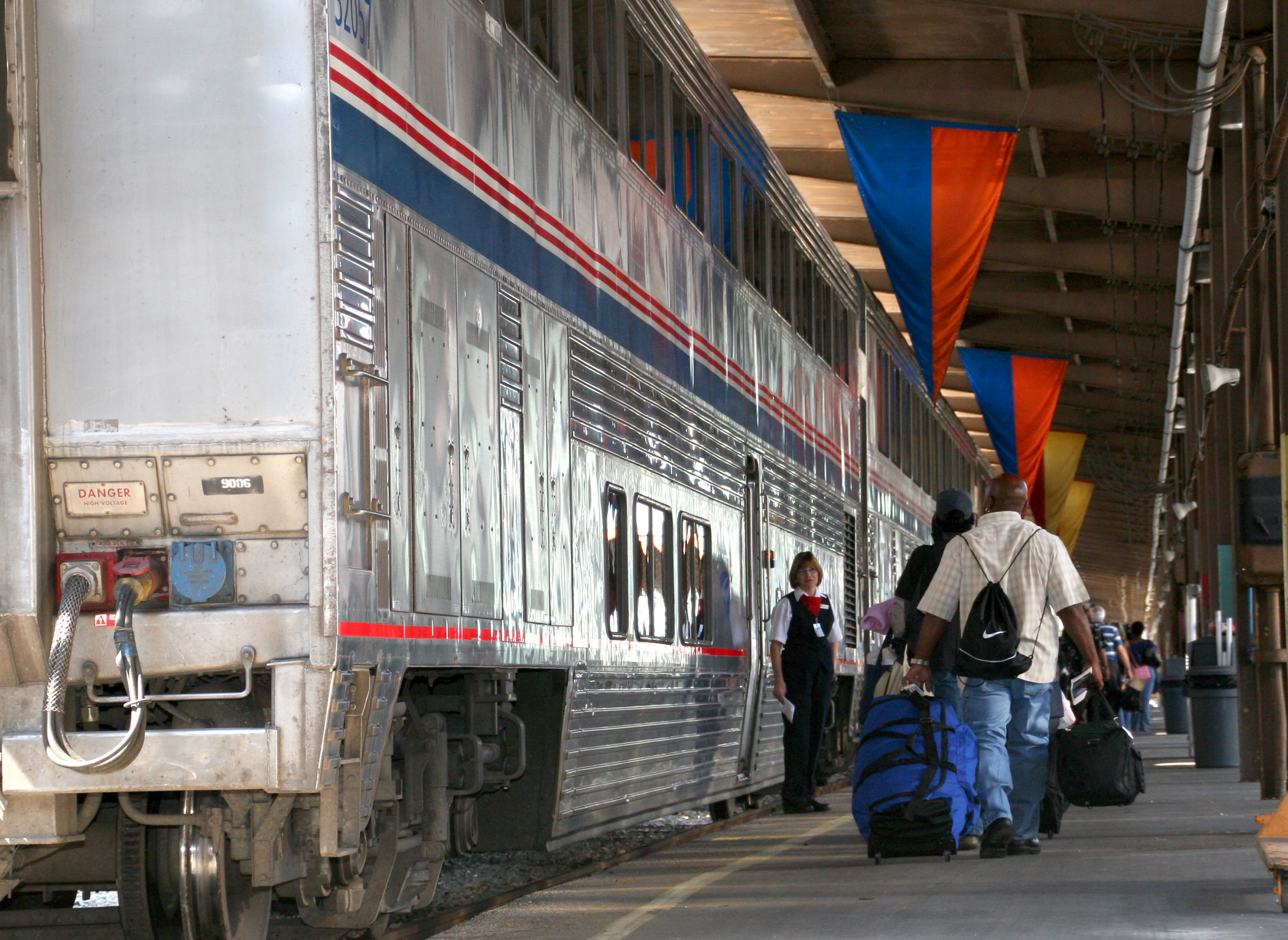
City of New Orleans im Bahnhof von New Orleans

Mit der Gründung der US-Personen-Fernverkehrsgesellschaft Amtrak am 1. Mai 1971 wurden alle Züge zwischen Chicago, Memphis und New Orleans bis auf den Panama Limited eingestellt. Dabei betrieb Amtrak den City of New Orleans noch einige Monate weiter, bevor er sein vorläufiges Ende fand. Erst 1981 nannte Amtrak den damals verkehrenden Nachtzug in – durch den gleichnamigen Song mittlerweile wesentlich bekannteren – City of New Orleans um und betreibt die Strecke seither unter diesem Namen.
Am 10. September 1995 wurde die Strecke zwischen Memphis und Jackson geringfügig verändert. Man verlegte die Route aus dem Grenada District in den Yazoo District.
Wegen der Schäden, die der Hurrikan Katrina in den Staaten Mississippi und Louisiana im August 2005 angerichtet hatte, war Amtrak dazu gezwungen, die Verbindung südlich von Memphis einzustellen. Der Betrieb konnte am 8. Oktober 2005 wieder aufgenommen werden.

## Streckendetails

### Eisenbahngesellschaften
Die Strecken, die der City of New Orleans benutzt, waren einst Teil des Illinois Central Railroad System und befinden sich nun im Eigentum der Canadian National Railway.

### Haltepunkte

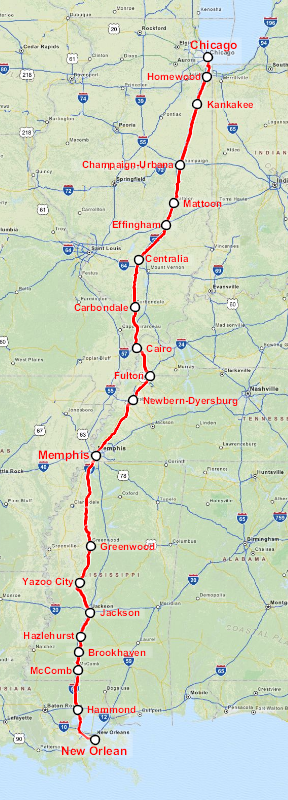
Streckenverlauf

Die Streckenänderungen im Jahr 1995 – die alte Streckenführung ist blau gekennzeichnet

Von Norden nach Süden:
Illinois
- Chicago, Union Station
- Homewood
- Kankakee
- Champaign-Urbana
- Mattoon
- Effingham
- Centralia
- Carbondale

Kentucky
- Fulton

Tennessee
- Newbern-Dyersburg
- Memphis

Mississippi
- Greenwood
- Yazoo City
- Jackson
- Hazlehurst
- Brookhaven
- McComb

Louisiana
- Hammond
- New Orleans

## Unfälle
Bei Salem in Illinois kamen am 10. Juni 1971 elf Personen ums Leben, als der City of New Orleans entgleiste. Am 15. März 1999 kollidierte der Zug  bei Bourbonnais mit einem Sattelauflieger. Dieser Unfall forderte ebenfalls elf Todesopfer.

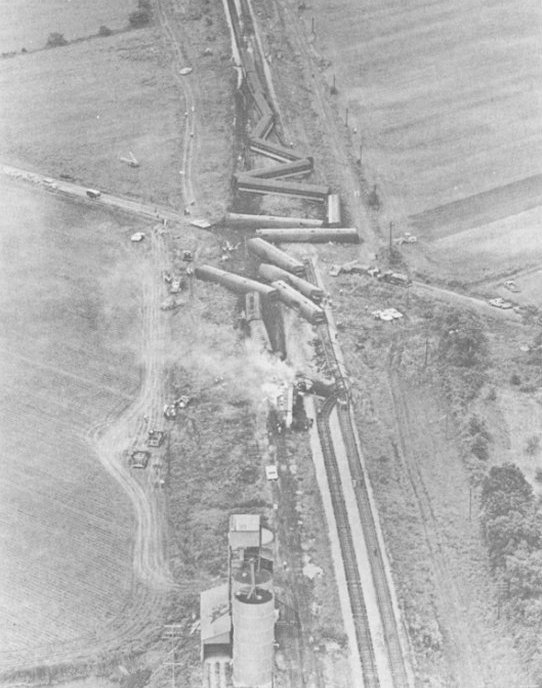
Eisenbahnunfall von Salem (1971)
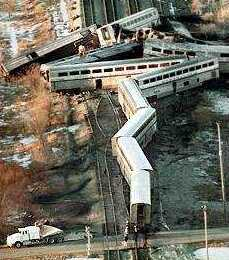
Unglück von Bourbonnais (1999)

## Songs
Der City of New Orleans wurde in mehreren Bluessongs gewürdigt. 1953 schrieben Sonny Boy Williamson II und William Lowe einen Song City of New Orleans, den Sonny Boy Williamson aufnahm. Die beiden hatten den Zug zwischen Jackson, Mississippi und New Orleans benutzt, um nach Houston zu Plattenaufnahmen zu fahren. In Houston nahmen sie den Song auf. Der Song Special Streamline von Bukka White widmet sich ebenfalls diesem Zug und versucht eine Reise im Zug akustisch nachzubilden. Für Sunnyland Slim diente der Zug als Namensgeber für einen Song, in dem er die Trennung von seiner Partnerin beschreibt. Diese nahm den City of New Orleans, um ihn zu verlassen.
Der Folk-Song City of New Orleans beschreibt eine Reise in diesem Zug in der ausgehenden Blütezeit der amerikanischen Eisenbahnen. Das Lied wurde 1971 von Steve Goodman geschrieben und auch aufgenommen, aber erst in der Version Arlo Guthries um 1972 ein weltweiter Erfolg. Viele weitere bekannte Folk- und Country-Interpreten wie Johnny Cash, John Denver oder Willie Nelson nahmen den Song ebenfalls auf.